# Дом со львами на Большой Житомирской, 23
Дом со львами (дом Иллариона Радзимовского) — доходный дом архитектора Мартина Клуга на Большой Житомирской улице, 23 в Киеве. По определению исследователей, высокий художественный уровень декора, стилистика и пластическая насыщенность фасада придают яркую выразительность дому.
Приказом Министерства культуры и туризма Украины № 58/0/16-10 от 3 февраля 2010 занесен в перечень памятников архитектуры местного значения.
В 2015 году на торце здания создано мозаичное панно.

## История участка
История углового участка известна с 1820-х годов. Застройка была деревянной. В 1821—1829 годах особняк площадью 100 квадратных сажен принадлежал отставному вахмистру Ф. Головатенко. После его смерти участок унаследовала его дочь Мария Андрющенко (Головатенко). В 1867 году особняк приобрел Марк Шепулин, пошехонский мещанин. Он расширил участок, а в 1872 году на углу с Маловладимирской улицей (сейчас ул. Олеся Гончара) соорудил доходный дом — двухэтажную кирпичную каменицу на подвалах по проекту архитектора Павла Спарро. За год на Маловладимирской достроил одноэтажный кирпичный флигель.
В доме сдавались три квартиры. В подвале помещались пекарня и кондитерская, а на первом этаже — мастерская часовщика, бакалейная лавка, фотосалон. В 1980 году внешнюю каменицу снесли.
Около 1906 года участок приобрел священник Илларион Васильевич Радзимовский. В течение 1908—1909 годов по проекту архитектора Мартина Клуга построен четырехэтажный доходный дом № 23-а (после 1980 года — № 23). В 1911 году достроены два этажа и фасад украшен в стиле модерна.
В 1970-х — 1990-х годах на первом этаже помещался магазин «Хлеб».

## Архитектура
Кирпичный дом изначально имел четыре, а впоследствии шесть этажей. Центральная ось симметричной композиции фасада подчеркнута ризалитом лестничной клети, оформлена вертикальным членением и аттиком. Глава декорировано присущими для стиля модерн маскаронами, стилизованными растительными мотивами, лентами и тягами.
Вход украшен львиными маскаронами.

## Мозаичное панно
После разрушения углового двухэтажного и следующего домов территория пустовала. Впоследствии на освобожденной территории вдоль улицы Олеся Гончара распланировали сквер Киевских интеллигентов. В то же время обнажилась торцевая стена шестиэтажного дома.
Только в 2015 году по инициативе Владимира Колинько, общественных объединений «Андреевский-пейзажная инициатива», «Четыре королевы» и «Киев. Стратегия 2025» плоскость решили украсить панно-оберегом. В декабре того же года после двух месяцев труда украинский скульптор и дизайнер Константин Скритуцкий создал мозаику.
Главная идея произведения — это постоянное напоминание людям о том, что свой город нужно любить и заботливо оберегать. На панно, площадью более 300 квадратных метров, изображен с высоты космоса Киев, который имеет черты женского лица. По замыслу автора, дети на мозаике, которые рисуют на Киеве это очертание, символизируют новое поколение. Сверху помещена девочка в вышиванке с венчиком на голове. Кроме детей в панно вставлены два псалма и десять заповедей. Надписи светятся ночью.

## Галерея

Декор
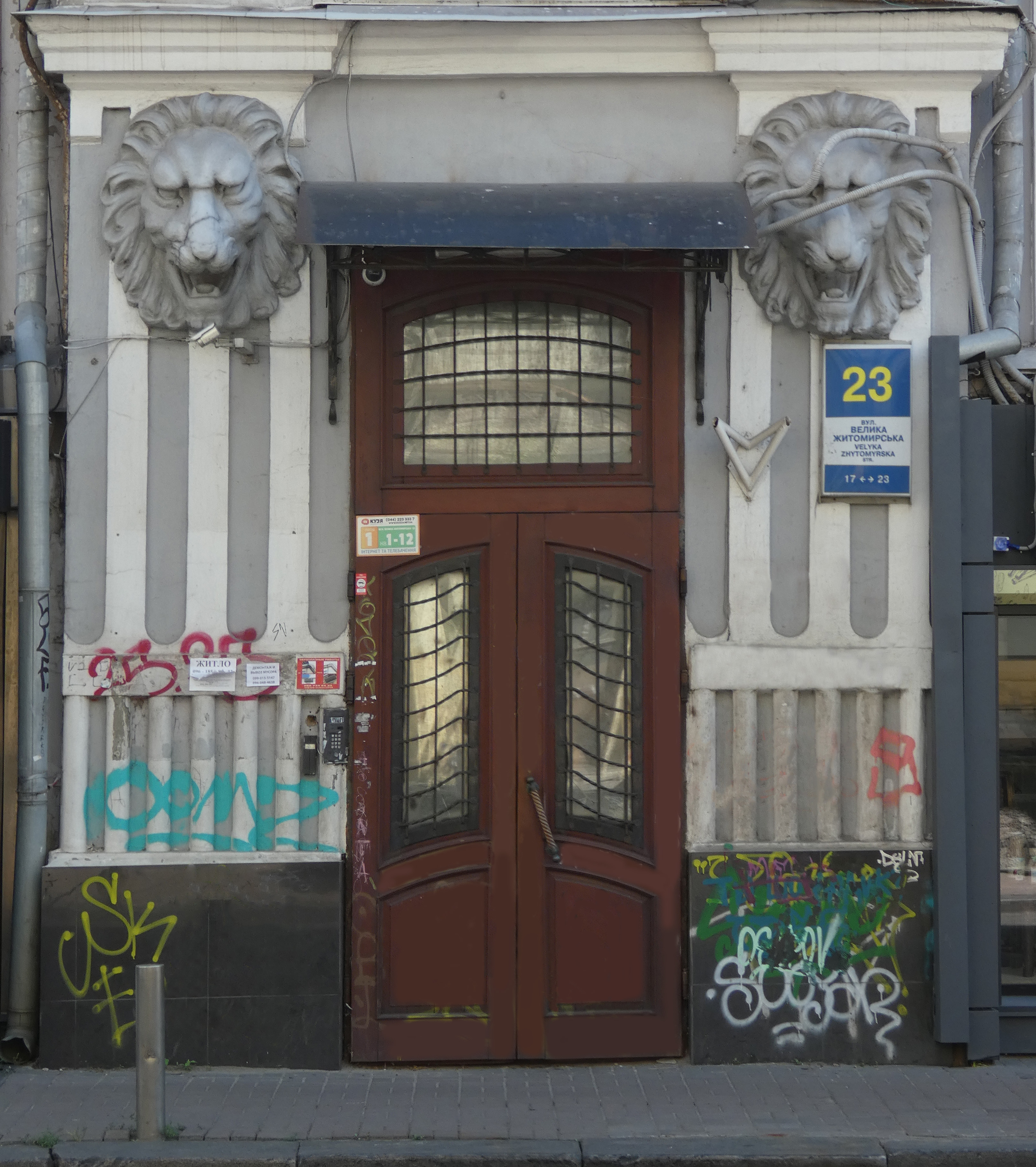
Львиные маскароны на входе
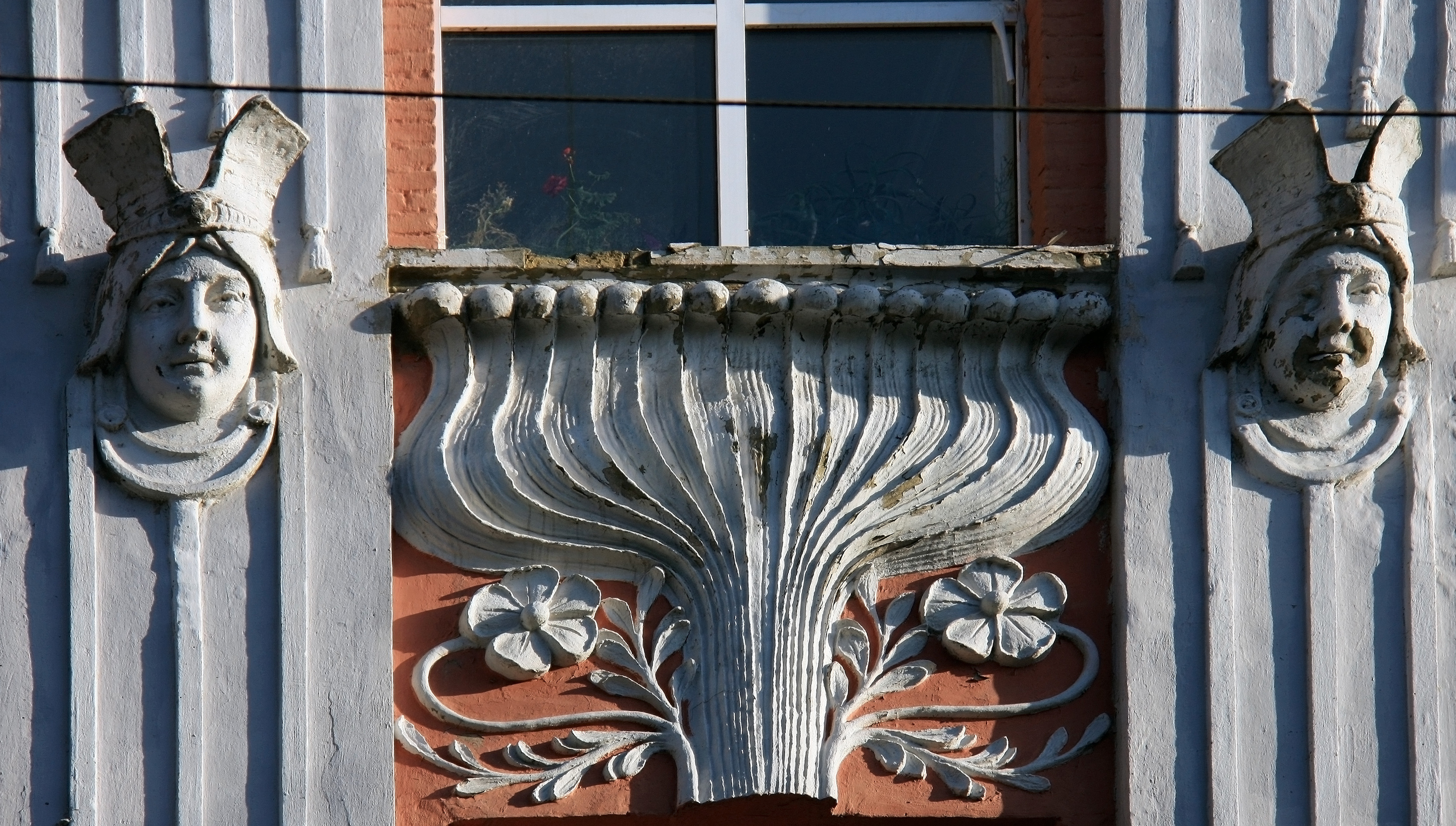
Маскароны
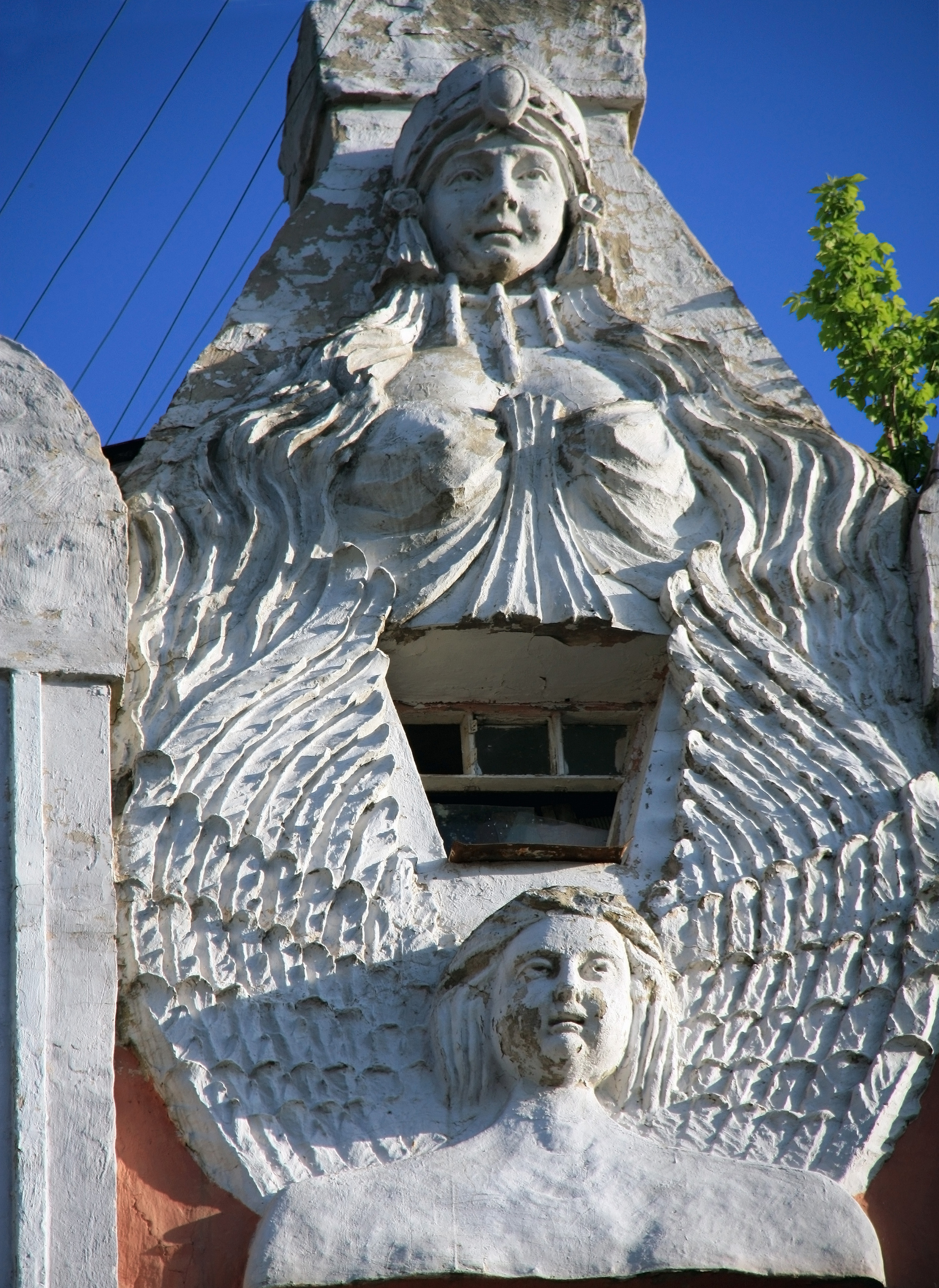
Аттик с декором